# 장동선

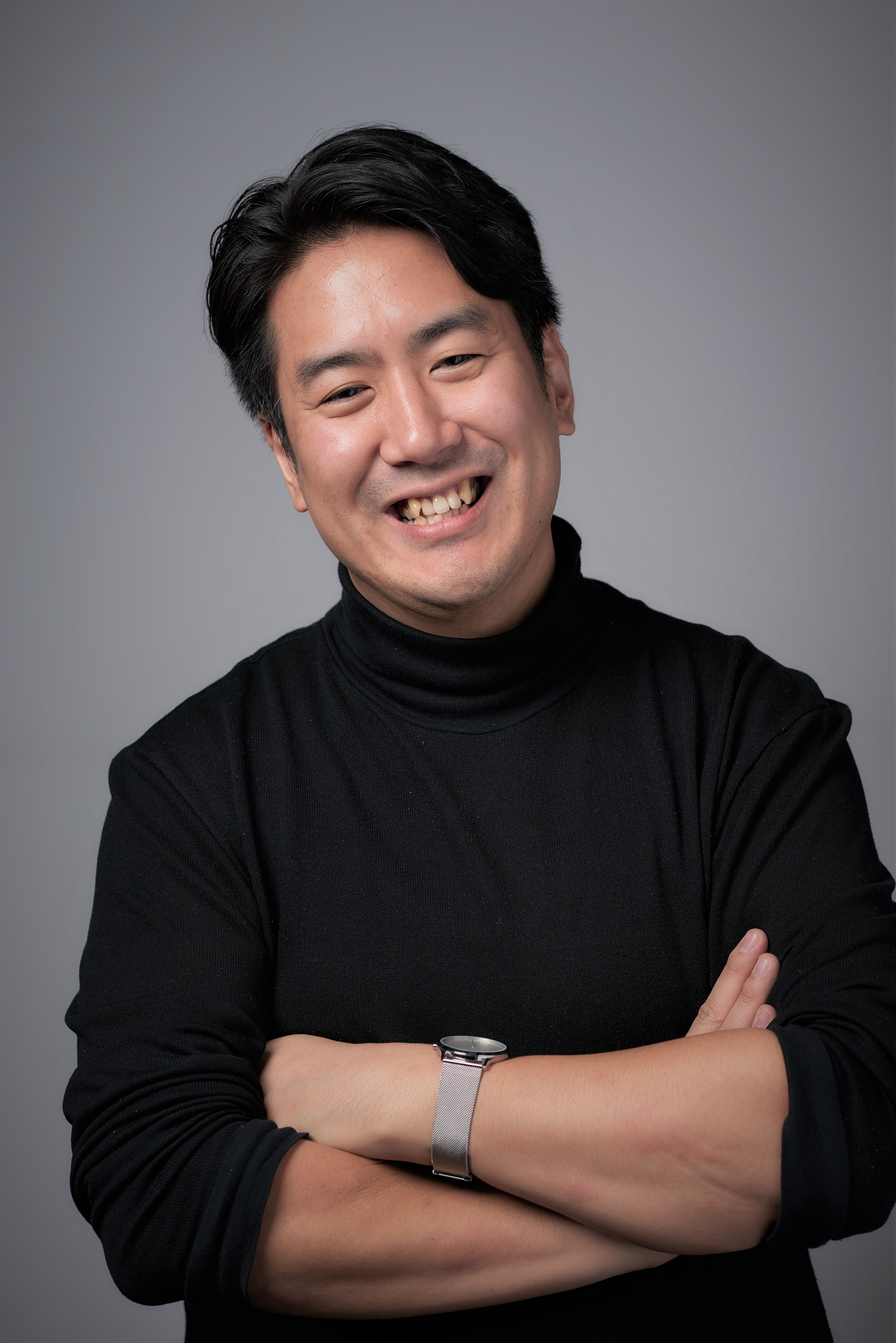

장동선(1980년 5월 28일 ~ )은  독일 출생의 뇌과학자로, 2014년 독일 사이언스슬램 우승을 계기로 대중과의 소통에 나섰으며, KBS·tvN 등 다양한 방송과 강연, 유튜브 ‘장동선의 궁금한뇌’ 등을 통해 과학을 쉽고 흥미롭게 전달하는 과학 커뮤니케이터로 활동 중이다.

## 직업
- 뇌과학자

## 학력
- 막스플랑크 뇌과학 연구소 인간 지각, 인지 및 행동 박사
- 막스플랑크 뇌과학 연구소 인지계산적 정신물리학 석사
- 콘스탄츠대학교 생물학 학사
- 안양고등학교

## 경력
- 2025~ NC 문화재단 사외이사
- 2024~ 서울특별시 명예 시장
- 2024~ 주식회사 미래탐험공동체 대표이사
- 2020~ 궁금한뇌 연구소 대표
- 前) 아모레퍼시픽공감재단 사외이사
- 前) 카카오임팩트재단 사외이사
- 前) 한양대학교 창의융합교육원 전임교수
- 前) 현대자동차그룹 전략기술본부 미래기술전략 팀장

## 방송
- 알쓸신잡 2 (2017)
- 어쩌다어른1(2018)
- KBS 쿨FM 박명수의 라디오쇼(2020)
- 사색의 공동체, 스미다(2020)
- 대한외국인(2020)
- 미스터리 실험쇼 <다빈치노트>(2021)
- 미래수업(2021)
- 에코가 석자(2021)
- 스라소니 아카데미(2021)
- 호모미디어쿠스(2021)
- 생로병사(2021)
- 윤고은의 EBS 북카페 (2021)
- 월간 커넥트2 (2022)
- 신박한벙커(2022)
- 부모클래스 (2022)
- 맨인블랙박스(2022)
- 예썰의 전당 (2022)
- 공상가들 (2022)
- 국과대표(2022)
- 필더사이언스(2022)
- 알면이득 과한토크 시즌2(2022)
- MBC라디오 잠깐만(2022)
- MBC라이도 주말하이킥, 이윤석입니다(2022)
- 사이아트 코리아(2023)
- 만문견문록(2023)
- 혓바닥 종합격투기 세치혀(2023)
- 세계의 교육(2023)
- 뭐털도사 (2023)
- 클래스업(2023)
- 해볼만한 아침(2023)
- 이슈픽 쌤과 함께(2023)
- 방구석1열(2024)
- 인간적으로 (2024)
- 아는형님(2024)
- 라디오스타(2024)
- SBS 러브FM 뜨거우면 지상렬(2024)
- CBS 라디오 박재홍의 한판승부(2024)
- CBS 라디오 김현정의 뉴스쇼(2024)
- KBS1 라디오 성공예감(2024)
- 뛰어야산다(2025)
- 유 퀴즈 온 더 블럭(2025)
- KBS 1Radio 열린토론(2025)

## 공연
- 그랜드마스터클래스 2020 (2020)
- 2020 송년 토크 콘서트 <메타버스 ‘용인’> (2020)
- 2024 현대카드 다빈치모텔 (2024)

## 저서
- Mein hirn hat seinen eigenen kopf (2016)
- 뇌 속에 또 다른 뇌가 있다 (2017)
- 뇌는 춤추고 싶다(좋은 리듬을 만드는 춤의 과학) (2018)
- 십 대, 미래를 과학하라!(10월의 하늘 10주년) (2019)
- AI는 세상을 어떻게 바꾸는가(장동선 박사의 인공지능 이야기) (2022)
- AI가 인간에게 묻다(인간을 이롭게 하는 인공지능 사용설명서) (2022)
- 행복은 뇌 안에(타인 공감에 지친 이들을 위한 책) (2023)

## 수상내역
- 한국소비자포럼 브랜드 고객충성도 대상<가장 영향력 있는 인물> 부문(2025)
- Gincon, 문화체육관광위원회 글로벌 인플루언서 어워드 국회도서관장상(2023)
- 과학기술정보통신부 장관 표창(2021)
- 독일 사이언스 슬램 우승(2014)

## 홈페이지/SNS
- 유튜브 : https://www.youtube.com/@CuriousBrainLab
- 인스타그램 : @curious.brain.lab
- 틱톡 : https://www.tiktok.com/@curiousbrainlab
- 페이스북 : https://www.facebook.com/share/polytude